# NGC 5518
NGC 5518 je eliptična galaktika u zviježđu Volaru. 

## Vanjske poveznice
- (engl.) SEDS: NGC 5518
- (engl.) Hartmut Frommert: Revidirani Novi opći katalog
- (engl.) Izvangalaktička baza podataka NASA-e i IPAC-a
- (engl.) Astronomska baza podataka SIMBAD
- (engl.) VizieR
- DSS-ova slika NGC 5518  Arhivirana inačica izvorne stranice od 12. ožujka 2016. (Wayback Machine)
- (engl.) Auke Slotegraaf: NGC 5518 Deep Sky Observer's Companion
- (engl.) Courtney Seligman: Objekti Novog općeg kataloga: NGC 5500 - 5549